# U 971
U 971 war ein deutsches U-Boot vom Typ VII C, das von der deutschen Kriegsmarine während des Zweiten Weltkrieges in der Biskaya und im Ärmelkanal eingesetzt wurde.
Es wurde auf der Werft Blohm & Voss in Hamburg gefertigt. Die Kiellegung erfolgte am 15. Juni 1942, der Stapellauf am 22. Februar 1943. Nach der Indienststellung am 1. April 1943 unter Oberleutnant zur See Walter Zeplien wurde U 971 der 5. U-Flottille zur Ausbildung unterstellt. Am 1. Juni 1944 begann der Fronteinsatz bei der 3. U-Flottille. Das Boot lief lediglich zu einer Unternehmung aus, bei der es nicht gelang, ein Schiff zu beschädigen oder zu versenken.
U 971 wurde am 24. Juni 1944 nach 17 Tagen auf See von den Zerstörern Eskimo und Haida in Zusammenarbeit mit einem Liberator-Bomber der tschechischen Luftwaffe mit Wasserbomben angegriffen und versenkt. Das Boot sank im Ärmelkanal nördlich von Brest auf der Position 49° 1′ N, 5° 35′ W. Es gab einen Toten. Die 52 Überlebenden, darunter drei leicht und drei schwer Verwundete, wurden von Eskimo und Haida als Kriegsgefangene an Bord genommen.